# Palinaspis elisabethae
Palinaspis elisabethae är en insektsart som beskrevs av Alfred Serge Balachowsky 1959. Palinaspis elisabethae ingår i släktet Palinaspis och familjen pansarsköldlöss.
Artens utbredningsområde är Colombia. Inga underarter finns listade i Catalogue of Life.